# HD 180134
HD 180134，又名CP-53 9513，SAO 246017、HR 7297，是一颗恒星，视星等为6.38，位于銀經343.88，銀緯-25.32，其B1900.0坐标为赤經19h 10m 11s，赤緯-53° -25.32′ 43″。